# دوغلاس ويلسون
دوغلاس ويلسون (بالإنجليزية: Doug Wilson)‏ (و. 1957  م) هو لاعب هوكي الجليد كندي، ولد في أوتا، مركز لعبه هو مدافع ‏.
.

## روابط خارجية
- دوغلاس ويلسون على موقع دوري الهوكي الوطني (الإنجليزية)
- دوغلاس ويلسون على موقع EliteProspects.com (الإنجليزية)
- دوغلاس ويلسون على موقع HockeyDB.com (الإنجليزية)
- دوغلاس ويلسون على موقع Hockey-Reference.com (الإنجليزية)